# Coryell County
Das Coryell County ist ein County im Bundesstaat Texas der Vereinigten Staaten. Das U.S. Census Bureau hat bei der Volkszählung 2020 eine Einwohnerzahl von 83.093 ermittelt. Der Sitz der County-Verwaltung (County Seat) befindet sich in Gatesville.

## Geographie
Das County liegt etwa 50 km nordöstlich des geographischen Zentrums von Texas und hat eine Fläche von 2737 Quadratkilometern, wovon 13 Quadratkilometer Wasserfläche sind. Es grenzt im Uhrzeigersinn an folgende Countys: Bosque County, McLennan County, Bell County, Lampasas County und Hamilton County.

## Geschichte
Coryell County wurde am 4. Februar 1854 aus Teilen des Bell County gebildet. Benannt wurde es nach James Coryell (1803–1837), einem Grenzer und Texas Ranger, der zusammen mit James Bowie Silberminen erkundete und von Indianern getötet wurde.

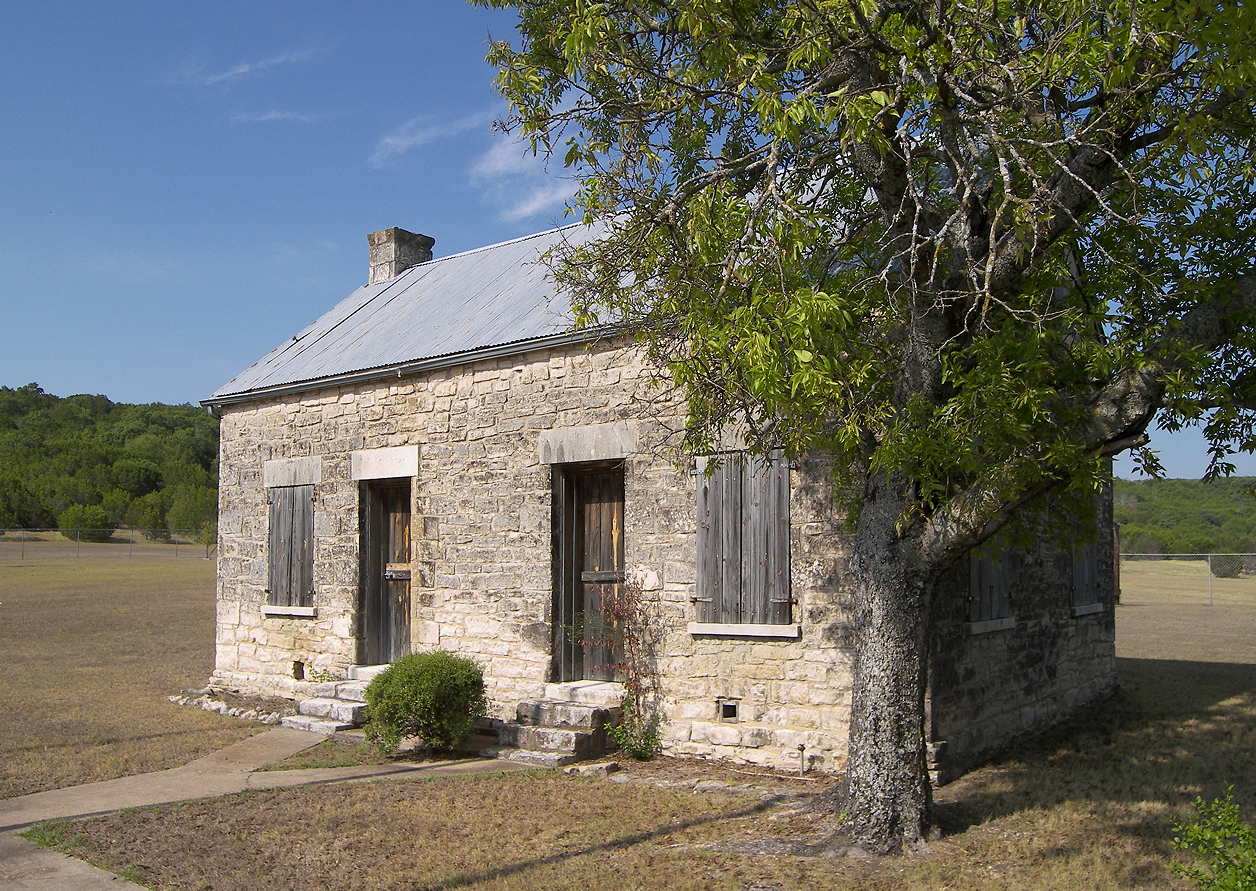
Der Copperas Cove Stagestop and Post Office ist einer von drei Einträgen des Countys im NRHP.

Drei Bauwerke und Stätten des Countys sind im National Register of Historic Places (NRHP) eingetragen (Stand 23. Oktober 2018).

## Demografische Daten

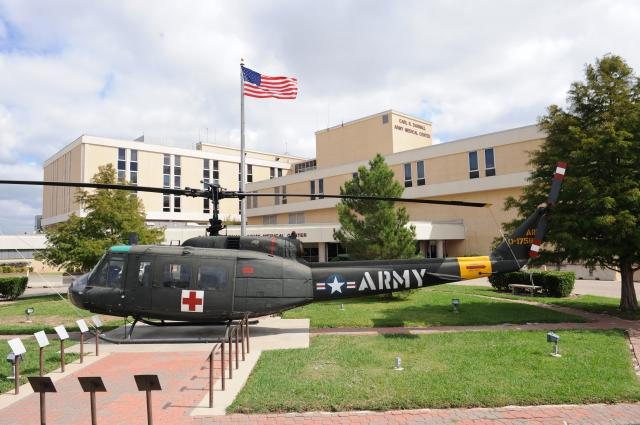
Fort Hood Militärhospital

Nach der Volkszählung im Jahr 2000 lebten im Coryell County 74.978 Menschen. Davon wohnten 16.932 Personen in Sammelunterkünften, die anderen Einwohner lebten in 19.950 Haushalten und 15.780 Familien. Die Bevölkerungsdichte betrug 28 Einwohner pro Quadratkilometer. Ethnisch betrachtet setzte sich die Bevölkerung zusammen aus 65,28 Prozent Weißen, 21,80 Prozent Afroamerikanern, 0,88 Prozent amerikanischen Ureinwohnern, 1,75 Prozent Asiaten, 0,49 Prozent Bewohnern aus dem pazifischen Inselraum und 6,26 Prozent aus anderen ethnischen Gruppen; 3,54 Prozent stammten von zwei oder mehr ethnischen Gruppen ab. 12,57 Prozent der Einwohner waren spanischer oder lateinamerikanischer Abstammung.
Von den 19.950 Haushalten hatten 47,7 Prozent Kinder oder Jugendliche, die mit ihnen zusammen lebten. 64,8 Prozent waren verheiratete, zusammenlebende Paare, 11,0 Prozent waren allein erziehende Mütter und 20,9 Prozent waren keine Familien. 16,9 Prozent waren Singlehaushalte und in 5,5 Prozent lebten Menschen im Alter von 65 Jahren oder darüber. Die durchschnittliche Haushaltsgröße betrug 2,91 und die durchschnittliche Familiengröße betrug 3,27 Personen.
26,2 Prozent der Bevölkerung war unter 18 Jahre alt, 17,9 Prozent zwischen 18 und 24, 36,3 Prozent zwischen 25 und 44, 13,8 Prozent zwischen 45 und 64 und 5,7 Prozent waren 65 Jahre alt oder älter. Das Medianalter betrug 28 Jahre. Auf 100 weibliche Personen kamen 105,3 männliche Personen und auf 100 Frauen im Alter von 18 Jahren oder darüber kamen 106,2 Männer.
Das jährliche Durchschnittseinkommen eines Haushalts betrug 35.999 USD, das Durchschnittseinkommen einer Familie betrug 38.307 USD. Männer hatten ein Durchschnittseinkommen von 24.236 USD, Frauen 21.186 USD. Das Prokopfeinkommen betrug 14.410 USD. 7,8 Prozent der Familien und 9,5 Prozent der Einwohner lebten unterhalb der Armutsgrenze.

## Städte und Gemeinden
- Arnett
- Ater
- Bee House
- Cavitt
- Copperas Cove
- Evant
- Flat
- Fort Gates
- Gatesville
- Ireland
- Izoro
- Jonesboro
- Leon Junction
- Levita
- Mound
- Mountain
- Oglesby
- Pancake
- Pecangrove
- Pidcoke
- Purmela
- South Purmela
- Topsey